# Торрес Вильярроэль, Диего де
Дие́го де То́ррес Вильярроэ́ль (исп. Diego de Torres Villarroel; 18 июня 1694, Саламанка — 19 июня 1770, там же) — испанский писатель, представитель позднего барокко.

## Биография

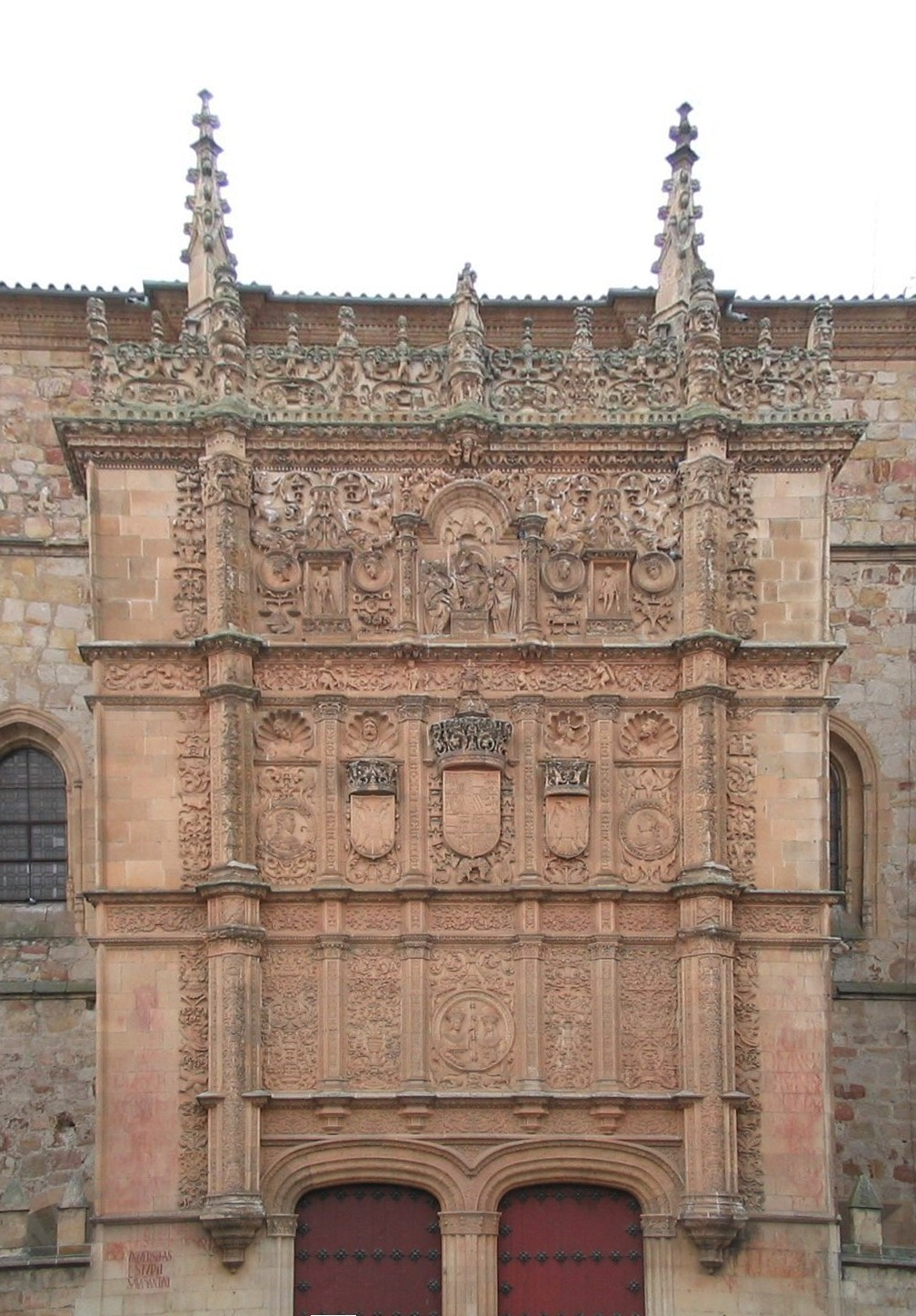
Саламанкский университет

Сын владельца книжной лавки при Саламанкском университете. В 1715 году прибыл в Мадрид, пробавлялся различными занятиями, вплоть до уличной торговли. После одного из приключений был вынужден скрываться в Португалии (1726—1734). Вернувшись, занялся сочинением и изданием календарей, альманахов, сонников, книг по магии и оккультизму. Увлекался предсказаниями, снискал репутацию чернокнижника, был чрезвычайно популярен среди населения Саламанки и вхож в самые высокие круги саламанкской знати, испанского общества.

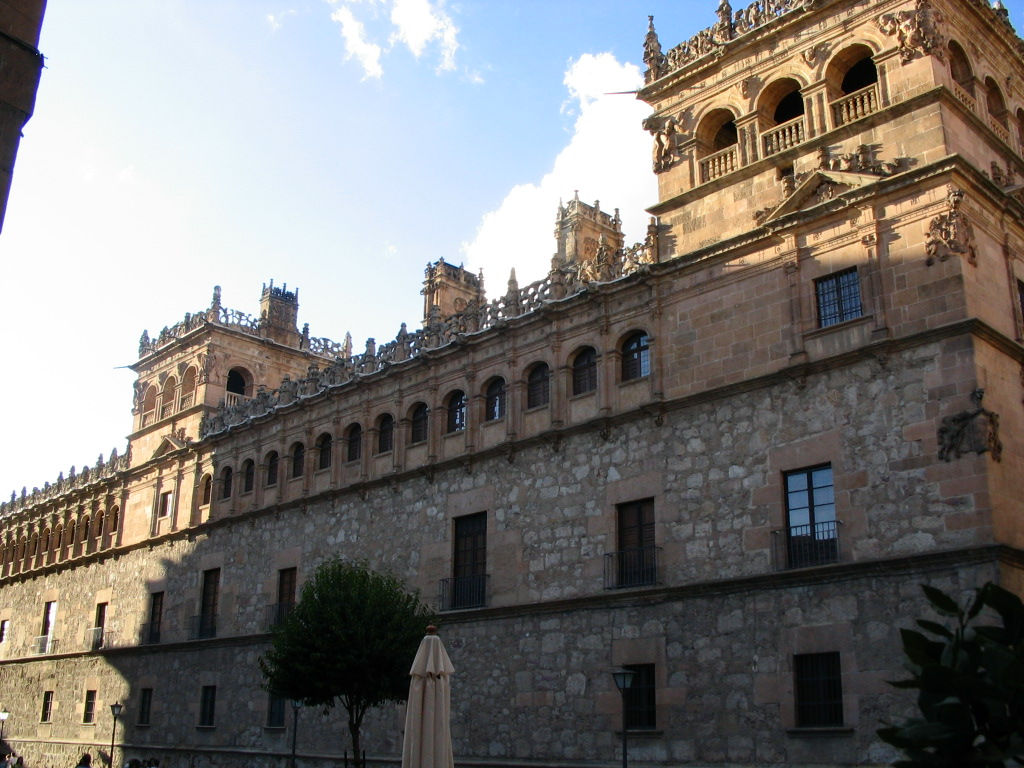
Саламанка, дворец Монтеррей (исп.)

Преподавал на кафедре математики в университете. В 1745 году принял священнический сан.
В 1742 году принялся за публикацию своей живописной, полной авантюр и выдумок автобиографии (оконч. 1751), скорее напоминающей плутовской роман. В 1752 году начало печататься 15-томное собрание его сочинений, изданное по подписке (на издание подписался король Фердинанд VI и большинство придворных).
В последние годы был близок к герцогине Альба, жил и умер в принадлежавшем ей дворце Монтеррей (исп.).

## Сочинения
- Sacudimiento de mentecatos habidos y por haber (1726)
- Los desahuciados del mundo y de la gloria (1736—1737)
- Anatomía de lo visible e invisible en ambas esferas (1738)
- Un viaje fantástico (1738)
- Vida natural y católica (1743, запрещена инквизицией)
- El ermitaño y Torres (1752)
- Sueños morales, visiones y visitas de Torres con don Francisco de Quevedo en Madrid (1727—1751)
- Vida, ascendencia, nacimiento, crianza y aventuras de don Diego Torres de Villarroel (1742—1751).

## Наследие
Писал стихи (в том числе — сатирические), драматические сочинения, прозу. Развивал традиции Кеведо, его моральных «Сновидений». Из многотомного наследия писателя наибольшим признанием до нынешних дней пользуется его «Жизнь», которая постоянно переиздается и переведена на многие языки. В XX в. его творчеством интересовался Борхес.